# Austrochrysa samoana
Austrochrysa samoana is een insect uit de familie van de gaasvliegen (Chrysopidae), die tot de orde netvleugeligen (Neuroptera) behoort. 
Austrochrysa samoana is voor het eerst wetenschappelijk beschreven door Esben-Petersen in 1928.